# Tekonsha
Tekonsha est un village du comté de Calhoun, dans l'État du Michigan, aux États-Unis. En 2020, il comptait une population de 653 habitants.